# Travel Man
Travel Man (originaltitel: Travel Man: 48 Hours in…) är ett brittiskt humoristiskt reseprogram som sändes 2015 för första gången. Serien är regisserad av Nicola Silk, Leo McCrea och Chris Richards. Första säsongen består av fyra avsnitt. Den svenska premiären är planerad till den 20 juni 2020 på SVT1 och SVT Play.

## Handling
I serien får tittarna följa med komikern, skådespelaren och programledaren Richard Ayoade till ett nytt resmål varje avsnitt. Med sig på resan har Richard en kändis, ofta en komiker. Tillsammans tillbringar de 48 på resmålet där de bland annat besöker restauranger och sevärdheter.

## Resmål och medverkande

### Säsong 1
- Avsnitt 1: Barcelona, tillsammans med Kathy Burke
- Avsnitt 2: Istanbul, tillsammans med Adam Hills
- Avsnitt 3: Island, tillsammans med Jessica Hynes
- Avsnitt 4: Marrakesh, tillsammans med Stephen Mangan

### Säsong 2
Avsnitt 1: Wien, tillsammans med Chris O'Dowd
Avsnitt 2: Paris, tillsammans med Mel Giedroyc
Avsnitt 3: Köpenhamn, tillsammans med Noel Fielding
Avsnitt 4: Moskva, tillsammans med Greg Davies
Avsnitt 5: Sevilla, tillsammans med Rob Delaney
Avsnitt 6: Venedig, tillsammans med Jo Brand
Avsnitt 7: Dubai, tillsammans med Johnny Vegas
Avsnitt 8: Berlin, tillsammans med Roisin Conaty